# Старый Северо-Запад

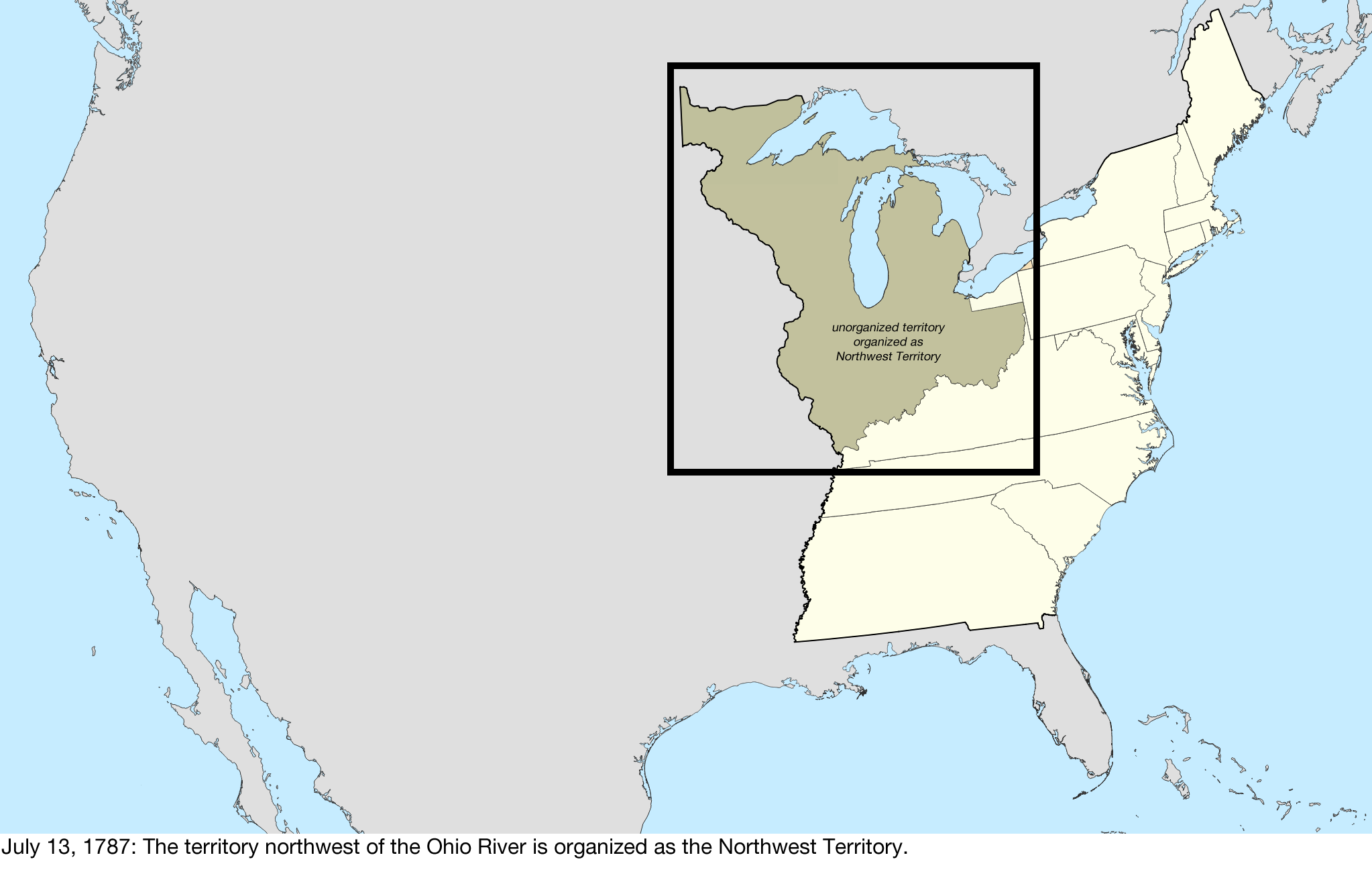
Северо-западная территория США в 1787 году

Территории и штаты США после войны за независимость

Старый Северо-Запад, известный также как Северо-западная территория, — исторический регион США, составляющий большую часть современного Среднего Запада, существовавший в 1787—1803 годах до образования на его юго-восточной части штата Огайо. До войны за независимость США был частью британской индейской резервации согласно Королевской декларации 1763 года, которая была передана под контроль США по Парижскому мирному договору 1783 года.
Законодательно регион был оформлен в качестве одной из территорий США в 1787 году специальным актом Конгресса, называемым Северо-западный ордонанс, который в 1789 году с небольшими модификациями составил часть конституции США.

## История
Исследования территории, известной как «Иллинойсская земля», начались в XVII веке французскими путешественниками, миссионерами и торговцами. К середине XVIII века она составляла часть Новой Франции, но незначительное французское население было сосредоточено лишь в нескольких фортах, в том числе в форте Детройт, основанном в 1701 году. По итогам Франко-индейской войны территория была уступлена Великобритании. Там предполагалось основать новую колонию, но ожесточённое сопротивление индейцев, поднявших здесь восстание Понтиака, вынудило британское правительство согласно Королевской декларации 1763 года выделить весь регион в индейскую резервацию, где белым селиться было запрещено. Для административного управления резервация была присоединена к Квебеку согласно Акту о Квебеке 1774 года, что вызвало острое недовольство со стороны претендовавших на него английских колонистов и стало одной из причин американской революции.
В ходе войны за независимость США населявшие регион индейцы преимущественно поддерживали англичан против США. Хотя война шла с переменным успехом, виргинской милиции под командованием генерала Кларка удалось в 1779 году разбить здесь английские войска и взять в плен британского губернатора Генри Гамильтона. После этого успеха Виргиния заявила претензии на весь Северо-Запад, именуя его своим графством Иллинойс до 1784 года. По Парижскому мирному договору Великобритания отказывалась от притязаний на него, уступая право владения территорией Соединённым Штатам. Но индейцы в переговорах не участвовали и продолжали воевать. Их общая численность на тот момент оценивалась в 45 тыс. человек, и англичане продолжали снабжать индейцев оружием до 1815 года.
Кроме Виргинии, на Северо-западные территории претендовало ещё несколько штатов, поэтому в конце концов все они согласились отказаться от своих претензий в пользу федерального правительства. Принятые Конгрессом Ордонансы для распределения земель на Северо-Западе и последующего образования там новых штатов послужили прецедентом для аналогичного порядка освоения всех остальных территорий, присоединённых к США впоследствии. Первым губернатором Северо-Запада стал в 1788 году Артур Сент-Клэр.
Но, прежде чем вступить в свои владения, американцы должны были победить в Северо-западной индейской войне. Губернатор Сент-Клэр с этим не справился, в 1791 году его войска были разгромлены соединёнными силами племён индейской конфедерации, которая к этому времени была оформлена в регионе при посредничестве англичан. Лишь в 1793—1794 годах индейцев удалось разбить силами Легиона Соединённых Штатов, а в 1795 году с ними был заключён Гринвилльский мирный договор.
В 1800 году, в связи с готовящемся вступлением штата Огайо в состав США, остальная территория Северо-Запада была оформлена как территория Индиана.

## Управление

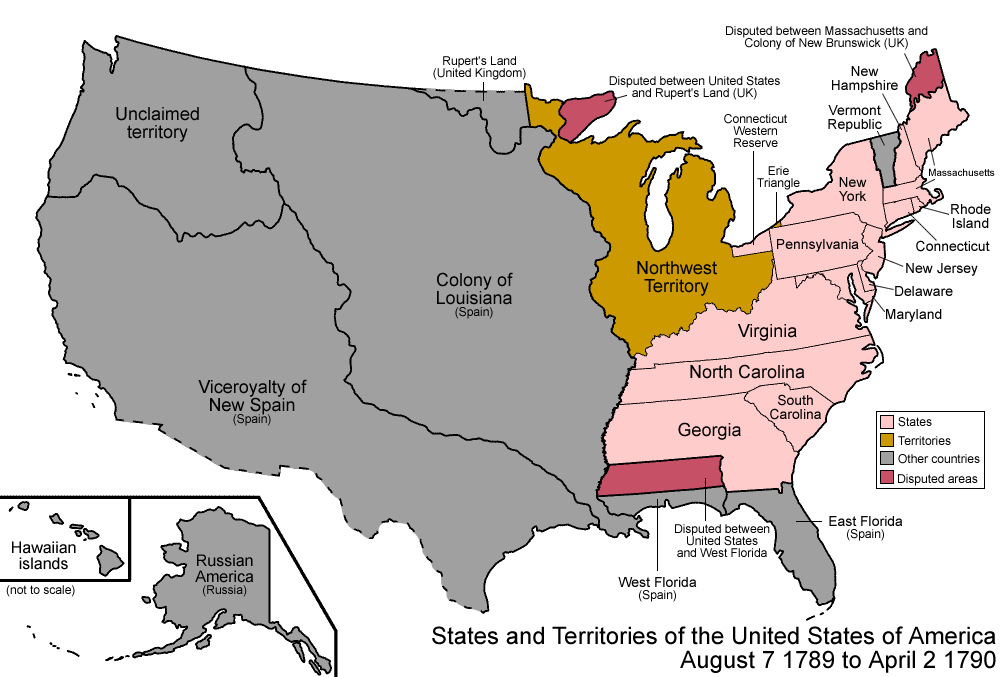
Штаты и территории США в 1789—1790 годах, когда были организованы Северо-западная и Юго-западная территории.

Поначалу законы, действовавшие на территориях США, в отличие от законов штатов представляли собой модифицированную форму законов военного времени. Губернатор, который являлся также верховным главнокомандующим вооружённых сил, осуществлял как законодательную, так и исполнительную власть. Но судебная власть осуществлялась Верховным судом, который разделял с губернатором законодательную власть. В девяти графствах, на которые была разделена вся территория, по мере появления более или менее значительного местного населения организовывались местные органы самоуправления.
Обычно местные законодательные органы начинали работать, когда количество свободных поселенцев мужского пола превышало 5 000 человек. На Северо-Западе это впервые произошло в 1798 году. Двухпалатное законодательное собрание состояло из губернаторского Совета и палаты представителей. В последней заседало 22 представителя пропорционально населению каждого графства, из числа которых было номинировано десять человек в верхнюю палату. Из них Конгресс утвердил кандидатуры пятерых членов Совета. За губернатором сохранялось право накладывать вето на его решения.
Согласно Северо-западному ордонансу, рабство на Северо-западной территории было запрещено. Однако законодательное собрание нашло способ обходить этот запрет, используя законы о наёмных работниках. Ордонанс также гарантировал свободу вероисповедания и запрещал дискриминацию по религиозному признаку.
Вся территория была сразу разделена на графства, тауншипы и секции (около одной квадратной мили), которые были постепенно распроданы. Доход от продажи земли поступал в федеральную казну. Позже Северо-западные территории были разделены на несколько штатов.
Первым губернатором Северо-Запада был Артур Сент-Клэр. После разгрома возглавляемых им войск во время Северо-западной индейской войны он был отстранён от командования, но по-прежнему занимал пост гражданского губернатора территории до 1802 года. Первым законно избранным губернатором штата Огайо, первого из принятых в состав США на Северо-западных территориях, был Эдуард Тиффин. В армии, а затем и на гражданской службе в администрации территории служил один из будущих президентов США Уильям Гаррисон, который в 1799 году был избран делегатом в Конгресс (без права голоса). Первым шерифом был Эбенезер Спроут, первым адвокатом с практикой на Северо-Западе — Пол Феаринг, первым председателем коллегии присяжных — полковник Уильям Стейси. В 1789 году на территории был заключён первый законный брак между Уинтропом Саргентом и Роуэной Туппер.